# 日置敏明
日置 敏明（ひおき としあき、1944年〈昭和19年〉3月28日 - ）は、日本の政治家、総務官僚。岐阜県郡上市長（3期）。長良川鉄道代表取締役社長。

## 来歴
岐阜県郡上郡弥富村大間見（現・郡上市大和町）に生まれる。大和村立大和北小学校、大和村立大和北中学校卒業。1962年（昭和37年）3月、岐阜県立郡上高等学校卒業。1968年（昭和43年）3月、京都大学法学部卒業。同年4月、自治省に入省。1983年（昭和58年）4月、岐阜県林政課長として岐阜県庁に奉職。以後、岐阜県地域県民部参与、中濃地域振興局長知事代理、岐阜県出納長などを歴任。
2004年（平成16年）4月、財団法人岐阜県健康長寿財団の理事長に就任。2006年（平成18年）2月、郡上市行政改革推進審議会の会長に就任。
2008年（平成20年）1月、上記財団理事長、審議会会長を退任。同年3月の郡上市長選挙に無投票で初当選した。
2012年（平成24年）、再選。
2016年（平成28年）、無投票により3選。2020年(令和2年)、無投票により4選。
2023年（令和5年）9月20日、2024年（令和6年）4月10日に任期満了に伴う次期市長選挙に出馬せず今季限りで引退することを同日開かれた定例市議会の一般質問で明らかにした。